# Kazuyoshi Ishii
Kazuyoshi Ishii (jap. 石井 和義 Ishii Kazuyoshi; ur. 10 czerwca 1953 w Uwajimie) – japoński mistrz karate Seidō-kaikan (Seidokan), fundator i pierwszy prezydent K-1.

## Życiorys
Ishii rozpoczął treningi karate kyokushin w 1969 roku, będąc wtedy jednym z uczniów Hideyuki Ashihary. W 1979 roku opuścił Kyokushin-kaikan, a rok później założył w Osace własną szkołę karate, której nadał nazwę Seidōkan. Wkrótce organizacja Ishiiego objęła swoim działaniem cały region Kansai. W 1982 roku Ishii zorganizował w Osace po raz pierwszy turniej All Japan Karate-do, który był emitowany w telewizji. W 1985 roku Seidō-kaikan stała się organizacją międzynarodową, otwierając swój oddział w Stanach Zjednoczonych. W kolejnych latach Ishii organizował na terenie Japonii wiele turniejów karate, wychowując takich mistrzów jak Masaaki Satake czy Toshiyuki Yanagisawa.
W 1993 roku, chcąc stworzyć system walki, dzięki któremu stanie się możliwa bezpośrednia rywalizacja karateków Seidō-kaikan z przedstawicielami innych sztuk i sportów walki, założył organizację K-1. W ciągu kilku lat zdobyła w Japonii dużą popularność, a podczas gal udział brało po kilkadziesiąt tysięcy ludzi.
W 2002 roku Kazuyoshi Ishii został oskarżony o uchylanie się od płacenia podatków i zatajenie dochodów o równowartości ponad 7,8 mln dolarów. W wyniku postawionych mu zarzutów, 28 grudnia tego samego roku odszedł ze stanowiska prezydenta K-1, a jego miejsce zajął Sadaharu Tanikawa. W 2004 roku usłyszał wyrok 22 miesięcy pozbawienia wolności, którego karę później, w listopadzie 2005 podtrzymał Japoński Sąd Najwyższy. Ze względu na jego zły stan zdrowia karę rozpoczął odbywać dopiero w lipcu 2007. Według japońskich mediów, Ishii został wypuszczony na wolność w sierpniu 2008 za jego dobre sprawowanie, po odbyciu 13 miesięcy. 
W 2011 roku założył organizację FIKA, mającą promować amatorskie turnieje na zasadach K-1 wśród japońskiej młodzieży. Na początku 2012 roku sprzedał całość należących do siebie praw do organizacji K-1 firmie Emcom Entertainment.